# افسانه‌ها (مجموعه تلویزیونی)
افسانه‌ها (به انگلیسی: Legends) مجموعه تلویزیونی درام جنایی محصول ایالات متحده آمریکا است که از شبکه TNT در سال ۲۰۱۴ پخش شد. در ۸ می ۲۰۱۳ تی‌ان‌تی ۱۰ قسمت برای فصل اول این مجموعه سفارش داد که پخش آن از ۱۳ آگوست ۲۰۱۴ آغاز شد.
فصل دوم ۱۰ قسمتی این مجموعه هم برای پخش در ۲۰۱۵ توسط تی‌ان‌تی تأیید شد.
× شبکه تی ان تی بعد از ۲۰ قسمت این سریال را کنسل کرد.

## قسمت‌ها
| قسمت | عنوان          | کارگردان    | نویسنده | تاریخ اصلی پخش  | میزان بیننده در آمریکا (به میلیون) |
| ---- | -------------- | ----------- | --- | --------------- | ---------------------------------- |
| ۱    | «پایلِت»        | دیوید سمل   | داستان تلویزیونی: هاوارد گوردون, مارک بامبک و جفری ناچمانوف فیلمنامه تلویزیونی: مارک بامبک و جفری ناچمانوف | ۱۳ اوت ۲۰۱۴     | ۲٫۵۸                               |
| ۲    | «شیمی»         | برد ترنر    | دیوید ویلکاکس                                                                                              | ۲۰ اوت ۲۰۱۴     | ۱٫۷۳                               |
| ۳    | «اربابان جنگ»  | Brad Turner | جاش پلیت                                                                                                   | ۲۷ اوت ۲۰۱۴     | ۱٫۷۶                               |
| ۴    | «خیانت»        | اعلان‌نشده   | اعلان‌نشده                                                                                                  | ۳ سپتامبر ۲۰۱۴  | ۱٫۷۴                               |
| ۵    | «خائن»         | اعلان‌نشده   | اعلان‌نشده                                                                                                  | ۱۰ سپتامبر ۲۰۱۴ | ۱٫۴۳                               |
| ۶    | «حرکت در خطر»  | اعلان‌نشده   | اعلان‌نشده                                                                                                  | ۱۷ سپتامبر ۲۰۱۴ | ۱٫۶۳                               |
| ۷    | «باتلاق»       | اعلان‌نشده   | اعلان‌نشده                                                                                                  | ۲۴ سپتامبر ۲۰۱۴ | ۱٫۴۵                               |
| ۸    | «بُت‌شکن»        | اعلان‌نشده   | اعلان‌نشده                                                                                                  | اعلان‌نشده       | ۱٫۰۶                               |
| ۹    | «صحرای آینه‌ها» | اعلان‌نشده   | اعلان‌نشده                                                                                                  | اعلان‌نشده       | ۱٫۰۸                               |
| ۱۰   | «هویت»         | اعلان‌نشده   | اعلان‌نشده                                                                                                  | اعلان‌نشده       | ۱٫۰۸                               |